# Marketing
Marketing,mercadologia, marquetingue ou, mais raramente, mercância, é a ciência que estuda o mercado, com objetivo de criar e entregar valor para satisfazer necessidades e/ou desejos de um mercado consumidor. São usados produtos, serviços ou ideias que possam interessar aos consumidores. Para isso é necessário criar uma estratégia definida que será utilizada nas vendas, comunicações e no desenvolvimento do negócio. A finalidade do marketing é criar valor e chamar a atenção do cliente, gerando relacionamentos lucrativos para ambas as partes. As atividades de um gestor de marketing abrange diversas atividades, desde o estudo de mercado, a definição de uma estratégia de posicionamento de mercado, publicidade, propaganda e técnicas de vendas. Assim como na gestão de relacionamento com os clientes, que constituem uma área relativamente importante em qualquer empresa e exigem métodos e técnicas eficientes.
Além disso, os potenciais clientes também são uma área de estudo a ser levada em consideração, pois, não basta confiar na base estabelecida para garantir a sustentabilidade financeira da empresa, tem de haver um esforço contínuo para não perder os clientes atuais e manter a atratividade de novos.
Está habilitado (a) a prestar assessoria e consultoria a pequenos, médios e grandes negócios, desde que legalmente registrado em um Conselho de Administração (CFA), pois, desde 1967, a elaboração de pareceres, relatórios, planos, projetos, laudos, são funções privativas da profissão. Além dessas atribuições o encarregado pelo marketing é o zelador da marca, deverá promover e lançar novos produtos, definindo, por exemplo, as estratégias, o público-alvo, o preço a ser estabelecido e os canais de marketing.
Em português, marketing, originalmente foi traduzido para "mercadologia", mas são aceitos também "mercância" e "marquetingue".

## Definição
Seguem algumas definições consideradas mais significativas:
- sistematicamente, no uso cotidiano, significa "comercialização", mas também "realização". Engloba todo o conjunto de atividades de planejamento, concepção e concretização que visam à satisfação das necessidades dos clientes, presentes e futuras, através de produtos/serviços existentes ou novos. O marketing identifica a necessidade e cria a oportunidade.

Abaixo, algumas definições citadas na literatura mundial:
- é uma função organizacional e um conjunto de processos que envolvem a criação, a comunicação e a entrega de valor para os clientes, bem como a administração do relacionamento com eles, de modo que beneficie a organização e seu público interessado. (AMA - American Marketing Association - Definição 2005).
- é a atividade, conjunto de instituições e processos para criar, comunicar, distribuir e efetuar a troca de ofertas que tenham valor para consumidores, clientes, parceiros e a sociedade como um todo. (AMA - American Marketing Association - Definição 2008).[13]
- é um processo social por meio do qual pessoas e grupos de pessoas obtêm aquilo de que necessitam e o que desejam com a criação, oferta e livre negociação de produtos e serviços de valor com outros.[14]
- é a entrega de satisfação para o cliente em forma de benefício (KOTLER e ARMSTRONG, 1999).[15]
- são as actividades sistemáticas de uma organização humana voltadas à busca e realização de trocas para com o seu meio ambiente, visando a benefícios específicos.[2]
- Marketing é uma atividade destinada a entender e atender as necessidades e desejos dos consumidores.[16]
- é o conjunto de operações que envolvem a vida do produto, desde a planificação de sua produção até o momento em que é adquirido pelo consumidor (Dicionário Michaelis).
- é o conjunto de estratégias e acções que provem o desenvolvimento, o lançamento e a sustentação de um produto ou serviço no mercado consumidor (Dicionário Novo Aurélio).
- conjunto de operações executadas por uma empresa envolvendo a venda de um produto, desde a planificação de sua produção até o momento que é adquirido pelo consumidor (Dicionário Melhoramentos).
- se observada de forma pragmática, a palavra assume sua tradução literal: "mercado". Pode-se, então, afirmar que marketing é o estudo do mercado. É uma ferramenta administrativa que possibilita a observação de tendências e a criação de novas oportunidades de consumo visando à satisfação do cliente e respondendo aos objetivos financeiros e mercadológicos das empresas de produção ou prestação de serviços (FRAGA, Robson, 2006).
- é despertar, nos consumidores, suas necessidades reprimidas e demonstrar como supri-las através de produtos e/ou serviços. (NÓBREGA, Moacir, 2008).
- é a capacidade de identificar, por meio de estudos científicos do mercado, as necessidades e oportunidades de produtos e serviços gerados para um determinado público-alvo, trazendo benefícios financeiros e/ou administrativos aos clientes através de transações bilaterais. (JAQUES, Leonardo, 2009).
- O marketing de hoje deve ser entendido como uma forma de entender o cliente e satisfazer as suas necessidades e desejos. É o processo pelo qual as empresas criam valor para os clientes e constroem fortes relacionamentos com eles para capturar o seu valor de volta. ( KOTLER & ARMSTRONG, 2007: 4)
- Marketing é um processo social por meio do qual pessoas e grupos de pessoas obtêm aquilo de que necessitam e o que desejam com a criação, oferta e livre negociação de produtos e serviços de valor com outros (KOTLER, 2000)
- “Marketing é um processo social e gerencial pelo qual indivíduos e grupos obtêm o que necessitam e desejam através de criação, oferta e troca de produtos de valor com outros’’,diz Kotler (1998 p 27)”. [17]
- “Troca é o ato de obter um produto desejado de alguém, oferecendo algo em contrapartida.” (Kotler, 1998 p 29)[17]
- ''A função básica do marketing é identificar as necessidades do consumidor e desenvolver produtos que os satisfaçam. Assim sendo, a função do marketing dentro de uma organização vai além da identificação das necessidades e desejos do consumidor, determinar quais mercados-alvos a organização pode atender melhor, planejar produtos, serviços e programas mais adequados que satisfaçam estes mercados, mas também convocar todos que participam da organização e pensar e servir os consumidores.'' ( MASO, 2010 p 3)[14]

Marketing, segundo Kotler (2011, p. 32), "é o processo social e gerencial pelo qual indivíduos e grupos obtêm o que necessitam e desejam através da criação, oferta e troca de produtos de valor com outros".
O conceito contemporâneo de marketing engloba a construção de um satisfatório relacionamento a longo prazo do tipo "ganha-ganha" no qual indivíduos e grupos obtêm aquilo que desejam e necessitam. O marketing se originou para atender as necessidades de mercado, mas não está limitado aos bens de consumo. É também amplamente usado para "vender" ideias e programas sociais. Técnicas de marketing são aplicadas em todos os sistemas políticos e em muitos aspectos da vida.

## Ambiente de marquetingue
Segundo Kotler e Keller (2019, p. 12) é constituído por dois elementos: o micro e o macroambiente. O primeiro, é limitado aos responsáveis pela oferta ou mesmo a intermediação da venda de um produto ou serviço, ou seja, quem fabrica, distribui ou promove, como por exemplo: os fabricantes, consultorias, revendas, e, mais atualmente, marketplace. O segundo, o macroambiente, é amplo, composto por seis tópicos: ambiente demográfico, ambiente econômico, ambiente sociocultural, ambiente natural, ambiente tecnológico e ambiente político-legal.
As decisões de marketing são tomadas segundo as informações que se tem das variáveis do ambiente, por isso, destaca Pupo (2015, p. 33), que "dependendo do setor em que uma empresa atua, haverá mais impacto de determinada variável, que às vezes se torna característica de um setor. E será nessa ou nessas variáveis que o gestor depositará maior energia para investigar, monitorar, entender e, por fim, buscar tomar decisões mais precisas".

## Segmentação de clientes
Uma empresa raramente consegue satisfazer a todos em um mercado. Nem todos gostam de mesmo refrigerante, quarto de hotel, restaurante, automóvel, faculdade ou filme. Sendo assim os profissionais de marketing começam pela segmentação do mercado. Eles identificam e traçam os perfis de grupos distintos de compradores que poderão preferir ou exigir produtos e compostos de marketing variáveis. Para cada mercado-alvo escolhido a empresa desenvolve uma oferta ao mercado. A oferta deve ser posicionada na mente dos compradores-alvo como possuidora de algum (ns) benefício(s) fundamental (ais).
As primeiras coisas a serem definidas em qualquer planejamento de marketing é quem são seus consumidores e qual exatamente é seu mercado-alvo. Por maior e mais poderosa que seja, nenhuma empresa pode fazer um bom trabalho em todos os mercados e satisfazer todas as suas necessidades. Segmentar o mercado é dividi-lo em grupos com características e interesses semelhantes. É imperativo encontrar um segmento de mercado onde estão os clientes em potencial com necessidades similares àquelas que a empresa deseja e pode atender.
Um segmento de mercado é o resultado desta divisão de um mercado em pequenos grupos. Este processo é derivado do reconhecimento de que o mercado total é frequentemente feito de grupos com necessidades específicas. Em função das semelhanças dos consumidores que compõem cada segmento, eles tendem a responder de forma similar a uma determinada estratégia de marketing. Isto é, tendem a ter sentimentos, percepções e comportamento semelhantes.

## Mercado-alvo e comportamento do consumidor
A evolução do marquetingue enfatiza a importância de compreender profundamente os mercados-alvo e o comportamento do consumidor. Com o advento da era digital e as mudanças nas interações de consumo, estas áreas ganharam novas dimensões e complexidades.
Comportamento do consumidorA análise do comportamento do consumidor tornou-se mais sofisticada com a inclusão de técnicas de big data e análise preditiva. Os profissionais de marketing agora podem entender padrões de compra, preferências pessoais e até mesmo prever tendências futuras de consumo. Estudos sobre o impacto das mídias sociais no comportamento do consumidor, por exemplo, oferecem insights valiosos para campanhas de marketing personalizadas.
Segmentação de mercadoA segmentação eficaz do mercado permite que as empresas direcionem seus esforços de marketing para subgrupos específicos, otimizando recursos e aumentando a eficácia das campanhas. Por exemplo, a segmentação por estilo de vida pode ajudar as marcas a se conectarem melhor com grupos de consumidores que compartilham valores e interesses semelhantes.
Satisfação e fidelidade do clienteA satisfação do cliente é um fator crítico na construção da lealdade e na retenção de clientes. Empresas como a Amazon demonstraram como a experiência do cliente pode ser um diferencial competitivo, investindo em sistemas de recomendação personalizados e logística eficiente para superar as expectativas dos clientes e aumentar a fidelidade à marca.
Marquetingue personalizadoO marketing personalizado ganhou destaque com o uso de celebridades e influenciadores digitais para criar uma conexão mais forte com os consumidores. Por exemplo, a colaboração entre celebridades e marcas de moda pode influenciar fortemente as decisões de compra, aproveitando a imagem e a base de fãs da celebridade para aumentar o apelo do produto.
Análise do comportamento do consumidor
- Profissionais de marketing devem identificar não apenas o que os consumidores querem comprar, mas também entender o contexto dessas decisões. Por exemplo, a análise do motivo pelo qual certos produtos se tornam populares entre grupos demográficos específicos pode revelar tendências culturais ou sociais emergentes.
- Entender o perfil dos clientes, incluindo seus valores, hábitos e preferências, é essencial para personalizar a comunicação e as ofertas. Ferramentas de CRM (Customer Relationship Management) são utilizadas para coletar e analisar essas informações, permitindo uma comunicação mais eficaz e direcionada.
- A escolha do canal de venda (online, lojas físicas, e-commerce) também é crucial, pois diferentes segmentos de clientes podem preferir diferentes modos de compra. As empresas estão cada vez mais adotando estratégias omnichannel para proporcionar uma experiência de compra integrada e conveniente.

Estas tendências refletem a crescente complexidade do marketing moderno e a necessidade de uma abordagem mais integrada e baseada em dados para entender e atender os mercados-alvo eficientemente.

## Criação de valor

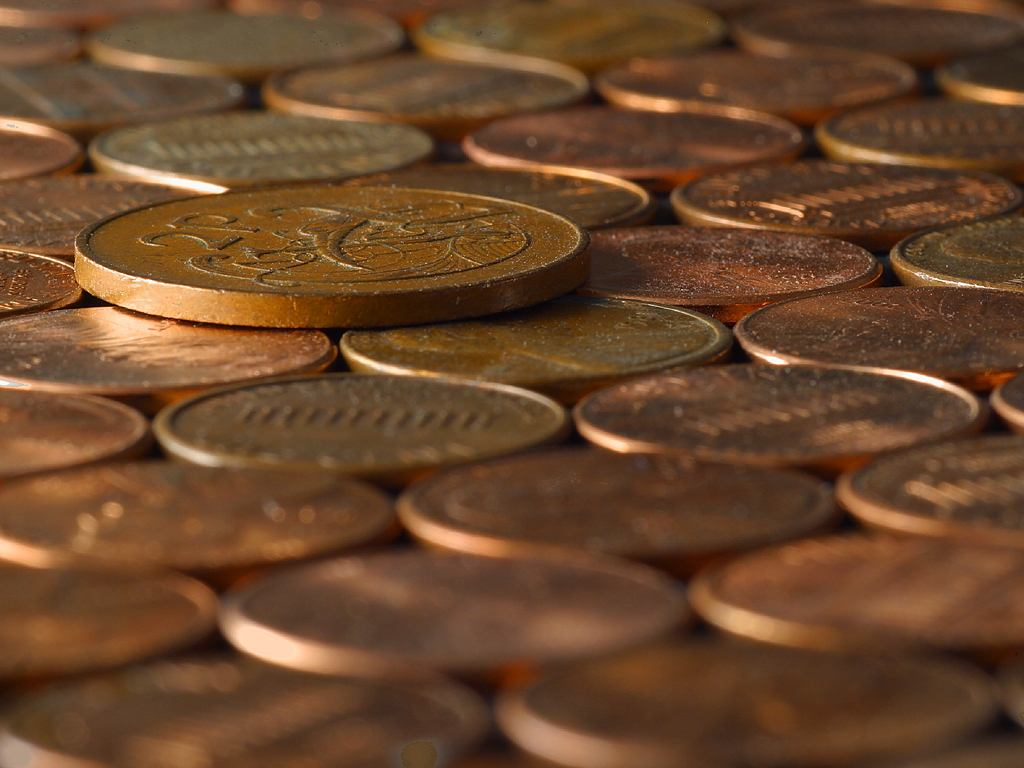

Uma oferta de marketing só alcançará êxito se proporcionar valor ao seu mercado-alvo. O cliente recebe benefícios e assume custos, por isso definimos "valor" como a razão entre tudo aquilo que o cliente recebe e tudo o que sacrifica ao fechar um acordo. É muito mais complexo do que uma simples troca comercial. Os benefícios incluem benefícios funcionais e emocionais, os custos incluem custos monetários, de tempo, de energia e psicológicos.
Valor: traduz-se na taxa dos benefícios em relação ao sacrifício necessário para obter esses benefícios. A criação de valor para o cliente é a peça chave do marketing bem-sucedido, mas, devido ao facto de o valor ser determinado somente pela percepção do cliente, pode ser difícil de quantificar. Os clientes valorizam mercadorias e serviços com a qualidade que esperam e que sejam vendidos pelos preços que eles desejam pagar. Os profissionais de marketing interessados no valor para o cliente:
- Oferecem produtos que desempenham a sua função: este é o requisito mínimo indispensável. Os clientes perdem a paciência com produtos inferiores;
- Dão aos clientes mais do que eles esperam;
- Evitam preços irreais;
- Mostram os factos aos clientes: o cliente sofisticado deseja publicidade informativa e vendedores inteligentes;
- Oferecem serviços e suporte pós-venda;
- Buscam a satisfação dos clientes.

Muitas pessoas confundem o real conceito de "valor" com "preço". "Preço" é o custo financeiro de um bem para a sua aquisição. "Valor" é uma comparação psicológica sobre a funcionalidade do bem com o seu preço. Um indivíduo só se dispõe a comprar se o preço for igual ou abaixo do valor estipulado pelo seu inconsciente, baseado na funcionalidade para o uso próprio.
Exemplo: Uma loja vende uma gravata por $100,00. Se a gravata, na minha opinião, tiver a importância e funcionalidade que faça valer os $100,00, eu estarei disposto a comprá-la. Se meu estado psicológico informar que esta gravata tem importância e funcionalidade mas não me faz valer $100,00, então não a comprarei.
Para pequenos empresários, baixar o preço de seus produtos significa aumentar vendas. De certa forma sim, mas ao mesmo tempo preço vem atrelado, inconscientemente, a qualidade do produto. Pessoas, na maioria dos casos, atrelam preço alto a boa qualidade e preço baixo a qualidade inferior. O grande objetivo não é baixar preços, e sim elevar o valor do bem na concepção dos clientes. É esse o trabalho do marketing, gerar valor.

## Composto mercadológico
O composto mercadológico, também conhecido como "marquetingue mix" ou os "4Ps", é um modelo desenvolvido por Jerome McCarthy em seu livro Basic Marketing (1960) e amplamente adotado em práticas de marketing. Este modelo descreve o conjunto de ferramentas de marketing que as empresas utilizam para alcançar seus objetivos no mercado-alvo. Segundo Philip Kotler, é "um conjunto de ferramentas de marketing que a empresa usa para seguir seus objetivos de marketing no mercado-alvo".
O composto mercadológico é dividido em quatro elementos principais, frequentemente referidos pelos termos em inglês:
1. Produto (Product): Inclui decisões sobre o ciclo de vida do produto ou serviço, desenvolvimento de novos produtos e a composição do portfólio de produtos.
2. Preço (Price): Abrange a definição de preços, estratégias de precificação, descontos e considerações sobre elasticidade preço-demanda e concorrência.
3. Praça (Place): Relacionado à distribuição do produto, incluindo canais de venda, logística e estratégias de distribuição física.
4. Promoção (Promotion): Envolve atividades de comunicação como publicidade, promoções de venda, relações públicas e estratégias de marketing direto.

Além dos 4Ps tradicionais, alguns autores propõem extensões ao modelo para refletir as mudanças no ambiente de marketing e a importância de outros fatores. Philip Kotler sugere a adição de 'Política' e 'Público' ao mix, enquanto Lovelock e Wirstz propõem uma abordagem de 8 Ps.
O modelo "SIVA", proposto por Dev e Schultz, oferece uma perspectiva centrada no cliente, substituindo os 4Ps por 'Solução', 'Informação', 'Valor' e 'Acesso', visando uma abordagem mais alinhada às necessidades e desejos dos clientes.
Este modelo de composto mercadológico é crucial para o desenvolvimento de estratégias de marketing eficazes, permitindo que as empresas se adaptem e respondam de forma dinâmica às mudanças do mercado e preferências dos consumidores.

## Rentabilidade e alocação de recursos
Não basta satisfazer os consumidores, se isso não for feito de uma maneira lucrativa. A estratégia de marketing deve, portanto, identificar, atrair e manter clientes rentáveis. Ou seja, aqueles que geram um fluxo de receita que excede o fluxo de custo de se atrair, vender e servi-los. Todavia, todas as empresas perdem dinheiro com alguns de seus clientes. Em Customers for life, Carl Seweell defende a regra 80/20, onde 20% dos principais clientes geram até 80% do lucro da empresa, metade do qual é perdido para atender a base formada por 30% de clientes não rentáveis. A implicação é que uma organização pode ser mais rentável se souber como dispensar seus piores clientes. Existem, também, diferentes rentabilidades para cada produto ou serviço. O modelo do Boston Consulting Group conhecido como Matriz BCG foi pioneiro na análise estratégica da carteira de produtos, relacionando a participação dos produtos no mercado e o crescimento desse mercado.

## Ciclo de vida de produto e serviço

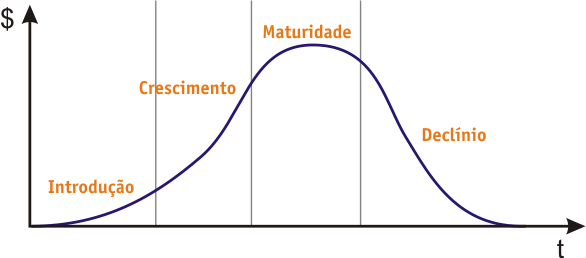
Ciclo de vida do produto ou serviço

O ciclo de vida de produto e serviço é um conceito fundamental no marquetingue e na gestão de produtos, descrevendo as fases pelas quais um produto ou serviço passa desde o seu desenvolvimento até a sua retirada do mercado.
Este ciclo pode ser dividido em quatro fases principais, cada uma com suas características e desafios específicos:
IntroduçãoA fase de introdução é marcada pelo lançamento do produto no mercado. É um período de baixas vendas e lucros limitados, onde o foco está em criar consciência sobre o produto e estimular a demanda. Estratégias de marketing são cruciais aqui para educar o mercado e construir uma base de clientes.
CrescimentoNa fase de crescimento, o produto começa a ganhar aceitação no mercado, resultando em um aumento nas vendas e lucros. A empresa pode enfrentar novos concorrentes e deve se concentrar em fortalecer a marca e otimizar o mix de marketing para manter o ímpeto.
MaturidadeDurante a maturidade, o crescimento das vendas desacelera e o mercado pode tornar-se saturado. As empresas podem buscar inovação em produtos, ajustes nos preços ou intensificar esforços promocionais para manter a participação no mercado.
DeclínioNa fase final, o produto enfrenta uma queda nas vendas devido a fatores como mudanças no mercado, inovações tecnológicas ou mudanças nas preferências dos consumidores. As empresas devem decidir se descontinuam o produto, adaptam-no ou buscam estratégias para prolongar sua vida útil no mercado.
Cada fase do ciclo de vida do produto requer abordagens distintas de marketing, vendas, desenvolvimento de produto e gerenciamento de estoque. Compreender em qual fase do ciclo de vida um produto se encontra ajuda as empresas a tomar decisões estratégicas mais informadas e alocar recursos de forma eficiente.

## Marquetingue digital
Marquetingue digital se refere ao uso de canais digitais como motores de busca, websites, redes sociais, e-mail e aplicativos móveis para promover produtos e serviços. Essa modalidade ganhou destaque com a expansão da internet e a popularização dos dispositivos móveis.
O marketing digital incorpora diversas estratégias e ferramentas, destacando-se:
SEO (Search Engine Optimization)Otimização de sites para melhorar seu posicionamento em motores de busca.
Marketing de ConteúdoCriação de conteúdo relevante para atrair e reter um público-alvo.
Marketing nas Redes SociaisUso de plataformas como Facebook, Instagram e Twitter para promoção e engajamento.
Email MarketingEnvio de emails para promoção de produtos ou serviços e construção de relacionamento com clientes.
Marketing de AfiliadosParcerias com indivíduos ou empresas para promover produtos em troca de comissão.
Entre os desafios do marketing digital, estão a alta concorrência e a rápida evolução tecnológica. Contudo, oferece oportunidades únicas como:
- Segmentação detalhada do público-alvo.
- Capacidade de medição precisa do retorno sobre o investimento (ROI).
- Personalização de campanhas com base em dados de usuário.

## Outbound marketing e inbound marketing
Outbound marketing é ação de prospectar clientes. Out significa saída em inglês.
Para ficar mais claro, o Outbound Marketing é uma forma ativa de captação de clientes. Isso é, a empresa identifica o potencial público do seu produto ou serviço e se aproxima dele com algumas técnicas de abordagem.
Essa é a maneira mais comum de fazer marketing e por isso, sem dúvidas, você já viu uma ação do outbound marketing no cotidiano.
Ele também é conhecido como marketing convencional.
Já o inbound marketing é conhecido por ser o marketing da atração. Seu objetivo não é se expor de maneira exacerbada como no outbound, mas sim atrair o consumidor por meio de conteúdos relevantes (marketing de conteúdo), técnicas SEO (otimizar o site para aparecer no topo dos buscadores) e automação de marketing.
O inbound faz parte do Marketing 4.0 e vem ganhando cada vez mais espaço no cenário atual, considerando o meio digital.
Grandes empresas ainda optam pelo outbound marketing, mas o inbound ainda é considerado novo (surgiu em 2005) e tem tudo para bater de frente com o outbound em alguns anos.
As estratégias, porém, não devem ser tratadas como rivais e nem opostas. Muitas grandes empresas hoje tem criado estratégias de inbound marketing, sem deixar de utilizar estratégias de outbound. Elas podem ser complementares. As estratégias de inbound no marketing digital possibilitam um relacionamento maior com o cliente, seja via redes sociais ou a partir de conteúdos produzidos, desse forma complementando uma estratégia de outbound que alcança grandes massas.

## Teóricos de marquetingue de destaque
| - Al Ries - Gary Armstrong - Jay Conrad Levinson - Jerome McCarthy - Martin Lindstrom - Peter Drucker - Philip Kotler | - Raimar Richers - Sergio Zyman - Seth Godin - Theodore Levitt - Tom Peters |